# Du sang dans la montagne
Pour plus de détails, voir Fiche technique et Distribution.
Du sang dans la montagne (Un fiume di dollari) est un film italien réalisé par Carlo Lizzani, sorti en 1966.

## Synopsis
À la fin de la guerre de Sécession, deux hommes fuient avec un important butin. L'un d'eux est capturé. Libéré cinq ans plus tard, il est attaqué par les sbires de son ancien complice, devenu un riche propriétaire. Il apprend que sa femme est morte et que son fils vagabonde. Il mènera sa vengeance à bien.

## Fiche technique
- Titre : Du sang dans la montagne
- Titre original : Un fiume di dollari
- Réalisation : Carlo Lizzani
- Scénario : Piero Regnoli
- Producteurs : Luigi Carpentieri et Ermanno Donati
  - Henry Silva (producteur exécutif)
  - Ruggero Deodato (coproducteur)
- Production : Dino De Laurentiis Cinematografica
- Musique : Ennio Morricone
- Photographie : Antonio Secchi
- Montage : Ornella Micheli
- Pays d'origine :  Italie
- Langue : Italien
- Format : Couleur - 2,35:1 - Mono
- Genre : Western
- Durée : 89 minutes
- Date de sortie : 1966

## Distribution
- Thomas Hunter (V.F : Jean-Claude Michel) : Jerry Brewster / Houston
- Henry Silva (V.F : Roger Rudel)  : Mendez
- Dan Duryea (V.F : Jean-Henri Chambois) : Getz
- Nicoletta Machiavelli : Mary Ann
- Gianna Serra (V.F : Joelle Janin) : Hattie
- Nando Gazzolo (V.F :  William Sabatier) : Ken Seagull
- Jeff Cameron : Randall
- Geoffrey Copleston (V.F : Jacques Hilling) : Brian Horner
- Puccio Ceccarelli (V.F : Pierre Collet) : Homme de Mendez
- Guglielmo Spoletini (V.F : Michel Gatineau) : Pedro
- Mirko Valentin (V.F : Jean Clarieux) : Sancho